# Esprit quantique
Ne doit pas être confondu avec Cognition quantique.
Pour les articles homonymes, voir Quantique.
L’esprit quantique ou conscience quantique, est une hypothèse évoquée en pseudoscience, qui suggère que des phénomènes quantiques, tels l'intrication et la superposition d'états, sont impliqués dans le fonctionnement du cerveau et en particulier, dans l'émergence de la conscience. Cette hypothèse part du principe, controversé, que la physique classique et son déterminisme ne peut expliquer la conscience. Ses fondements théoriques ont été posés dans les années 1960, mais depuis ses partisans ne sont pas encore parvenus à la démontrer et les hypothèses de l'esprit quantique restent des spéculations.
Cette hypothèse a le soutien de Roger Penrose et de Stuart Hameroff. Karl H. Pribram et Henry Stapp ont, de leurs côtés, proposé une variante.
Les assertions selon lesquelles la conscience est, d'une certaine manière, quantique, peuvent se retrouver dans le mysticisme quantique, un mouvement pseudo-scientifique qui assigne notamment des caractéristiques surnaturelles à divers phénomènes quantiques comme la non-localité et l'influence de l'observateur. Des débats à la fois scientifiques et philosophiques existent pour tenter d'expliquer la conscience sous l'angle de phénomènes dits quantiques.

## Point de vue métaphysique

### La conscience décentrée
L'argument principal de l'hypothèse de l'esprit quantique est que la physique classique ne pourrait à elle seule expliquer la conscience. Cela parce que Galilée et Newton excluent les sensations du monde physique.
Fritjof Capra a écrit :

« Pour que les scientifiques soient capables de décrire la nature mathématiquement, Galilée pensait qu'ils devaient se contenter d'étudier les propriétés essentielles des corps – la forme, le nombre et le mouvement – qui pouvaient être mesurées et quantifiées. Les autres propriétés comme la couleur, le son, le goût ou l'odeur, étaient simplement des représentations subjectives, qui devaient être exclues du domaine de la science. »

Cette question des qualia, des expériences phénoménales qualitatives, est souvent désignée comme le problème ardu ou difficile (hard problem), expression du philosophe David Chalmers.

### Réduction du mystère
Le philosophe David Chalmers déclare sous forme de trait d'esprit que la volonté des théories sur l'esprit quantique est : « une Loi de Réduction du Mystère : la conscience est mystérieuse et la mécanique quantique l'est aussi, peut-être alors ces deux mystères ont-ils une source commune. »

## Quelques théories
Les théories de Roger Penrose et Stuart Hameroff et de Gustav Bernroider s'appuient sur la neurophysiologie, plus particulièrement sur de possibles effets de cohérence quantique dans le système nerveux, qui en assureraient la cohérence à grande échelle et formeraient les bases matérielles (mais de nature quantique, non-locale) de la conscience (voir 40 Hz, fréquence de la conscience ?). Penrose et Hameroff s’intéressent à la délocalisation des électrons dans les poches hydrophobes des microtubules, qui forment l'ossature de la cellule, tandis que Gustav Bernroider et coll. étudient des poches semblables, mais au centre de canaux ioniques, qui sont localisés sur la surface de la cellule.
La théorie de Bohm s'inscrit davantage dans la lignée philosophique de Bohr (sans exclure d'éventuels corrélats neurochimiques de la conscience), mais rejette le postulat qu'il est impossible (en vertu du principe de complémentarité) de décrire le monde quantique. Pour Bohm, Hiley, Peat, Pylkkänen et coll., c'est la distinction entre matière et esprit qui doit avant tout être repensée.

### David Bohm

#### Premières hypothèses (1951)
Dans son ouvrage de référence Quantum Theory, Bohm observe, dans la lignée de Bohr et de son principe de complémentarité, que l'impossibilité de mesurer à la fois la position et la vitesse (momentum) d'une particule (le principe d'indétermination) est analogue à l'impossibilité de connaître la teneur d'une pensée en même temps que ce vers quoi elle tend (voir intentionnalité). Paavo Pylkkänen l'illustre par l'exemple d'une personne à qui on demanderait de décrire ce à quoi elle pense alors qu'elle est dans un train de penser : ce mouvement s'interrompt au moment de la prise de conscience de ce à quoi elle pense. Bohm a cherché à savoir s'il existait, derrière la réalité quantique et les réalités de l'esprit une explication commune à ces paradoxes.

#### L'ordre implicite
David Bohm affirme que la mécanique quantique et la théorie de la relativité sont contradictoires et que cette contradiction implique qu'il existe un niveau encore plus fondamental dans l'univers physique, qui serait une unité indivisible, un ordre implicite à partir desquels apparaît l'ordre explicite de l'univers tel que nous le connaissons. L'ordre implicite de Bohm s'applique à la fois à la matière et la conscience, et il propose que cet ordre implicite pourrait expliquer la relation entre matière et conscience. L'esprit et la matière sont vus comme des projections dans notre ordre explicite à partir de la réalité sous-jacente de l'ordre implicite.
Dans le formalisme de Bohm, il y a un niveau fondamental où la conscience n'est pas distincte de la matière. La position de Bohm sur la conscience est liée à la théorie holographique du cerveau de Karl Pribam. Celui-ci considère que la vue et les autres sens sont des lentilles sans que les autres sens apparaissent comme des hologrammes. Pribam affirme que l'information est enregistrée dans tout le cerveau et qu'elle est enveloppée dans un tout de manière similaire à un hologramme. Il est suggéré que les souvenirs sont connectés par association et qu'ils sont manipulés par la pensée logique. Si le cerveau reçoit aussi des informations à travers nos sens, alors les souvenirs, les associations, la pensée logique et la perception sensorielle sont censés être unifiés dans l'expérience globale de la conscience.[réf. nécessaire]
En essayant de décrire la nature de la conscience, Bohm évoque l'expérience d'écouter de la musique. Il pense que la sensation de mouvement et de changement qui constitue l'expérience de la musique provient à la fois du passé immédiat et du présent conservés ensemble dans le cerveau, que les notes du passé sont vues comme des transformations plutôt que des souvenirs. Les notes qui étaient implicites dans le passé immédiat sont perçues comme explicites dans le présent. Bohm compare ce phénomène à la conscience qui se dégage de l'ordre implicite.
Bohm considère que le mouvement, les changements et aussi la cohérence d'expériences comme écouter de la musique comme la manifestation d'un ordre implicite.
Il affirme détenir la preuve de ce qu'il affirme à partir des travaux de Piaget (16) sur les nouveau-nés. Il affirme que ces travaux démontrent que les bébés doivent faire l'apprentissage du temps et de l'espace qui font partie de l'ordre explicite, mais par contre ils ont une perception du mouvement qui est codée en dur car faisant partie de l'ordre implicite. Bohm compare ce codage en dur et la théorie de Chomsky qui affirme que la grammaire est codée en dur dans les cerveaux des enfants. Dans ses publications, Bohm n'a pas proposé de mécanisme spécifique du cerveau par lequel l'ordre implicite pourrait émerger en rapport avec la conscience.
Les implications de la théorie de Bohm dans le domaine du problème corps-esprit sont actuellement étudiées par Paavo Pylkkänen.

### Gustav Bernroider
Des papiers récents du physicien Gustav Bernroider, ont laissé à penser que ce dernier fait l'hypothèse que la structure implicite/explicite de Bohm peut être prise en compte pour la relation entre les processus neuronaux et la conscience.
Dans un papier publié en 2005, Bernroider a précisé sa thèse en ce qui concerne les bases physiques de ce processus.
L'idée principale développée dans son papier est que la cohérence quantique peut être entretenue dans les canaux ioniques des neurones suffisamment longtemps pour pouvoir être utilisée par les processus neuronaux. De plus, ces canaux peuvent se superposer aux lipides environnants, des protéines et d'autres canaux de la même membrane. Les canaux ioniques régulent le potentiel électrique à travers la membrane de l'axone, et par conséquent jouent un rôle central dans le traitement de l'information par le cerveau.
Bernroider base ses travaux sur des études récentes du canal ionique potassium (K+) dans son état fondamental. Il s'inspire particulièrement des recherches sur la spectroscopie au niveau atomique de l'équipe de MacKinnon,,,,.
Les canaux ioniques ont une région qui sert de filtre qui accepte les ions K+, mais qui ne laisse pas passer les autres ions. Ces travaux montrent que la région filtre a une structure de 5 ensembles de 4 atomes d'oxygène. Cette structure fait partie du groupe carboxyle des molécules acido-aminées dans la protéine environnante. Ces dernières sont appelées poches de liaison. Deux ions K+ sont piégés dans le filtre de sélection du canal ionique fermé. Chacun de ces ions est lié électrostatiquement à 2 ensembles d'atomes d'oxygène ou poches de liaison, ce qui implique 8 atomes d'oxygène au total. Chacun de ces ions dans le canal oscille entre deux configurations.
Bernroider utilise cette structure qui a été récemment découverte pour spéculer sur la possibilité d'une cohérence quantique des canaux ioniques. Les calculs de Bernroider et de son coauteur Sisir Roy les amènent à penser que le comportement des ions dans le canal K ne peut être compris qu'au niveau quantique. Ceci est leur hypothèse de départ. Ensuite, ils se demandent si la structure du canal ionique peut être liée à des états logiques. Des calculs supplémentaires les amènent à penser que les ions K+ et les atomes d'oxygène des poches de liaison sont deux systèmes quantiques superposés, qu'ils peuvent alors considérer comme un ordinateur quantique effectuant le calcul d'une correspondance. Les ions qui sont destinés à être expulsés du canal sont supposés encoder l'information concernant l'état des atomes d'oxygène. Il est aussi proposé que les canaux ioniques séparés pourraient être liés au niveau quantique.

### Roger Penrose et Stuart Hameroff

#### Penrose et l'irréductibilité de la conscience
Dans Le nouvel esprit de l'empereur et Les ombres de l'esprit Roger Penrose dit :
1. Les êtres humains ont des capacités, particulièrement en mathématique, qu'aucun ordinateur algorithmique (comme la machine de Turing) ne peut avoir. Ceci parce que les ordinateurs sont limités par le théorème d'incomplétude de Gödel. En d'autres termes il considère les êtres humains comme des hyperordinateurs. (Argument originairement soulevé par John Lucas.)
La pensée de Penrose est très controversée : la faculté humaine, qui génère des théorèmes, peut aller au-delà de ce qui est démontrable par des axiomes mathématiques. Pour cette raison, il y a quelque chose dans le cerveau qui ne procède pas de manière algorithmique (par un système de calculs).
Penrose n'est pas intéressé par l'explication de la conscience ou des qualia, généralement considérés comme les attributs les plus mystérieux de la conscience. Il est plutôt orienté vers les capacités cognitives des mathématiciens.
Ces assertions ont été vigoureusement contestées par de nombreuses critiques et notamment par les philosophes Churchland et Grush,.
2. Penrose prétend que le procédé encore inexploré sur lequel repose la réduction du paquet d'ondes fournit cet élément non-algorithmique.
Le choix aléatoire, par exemple, du positionnement d'une particule, engagé dans l'effondrement de la fonction d'onde, fut le seul procédé que Penrose trouva, qui n'est pas basé sur un algorithme. Cependant, le caractère indéterminé n'encourageait pas la "qualité du jugement mathématique", mis en avant par le théorème de Gödel.
Penrose considère que lorsque la fonction d'onde s'effondre lorsqu'on la mesure ou par décohérence, alors cela pourrait laisser une alternative à cet effondrement, qu'il appela la réduction objective (OR). Dans ce cas, chaque superposition quantique a sa propre structure spatiotemporelle. Lorsqu'elle est séparée par plus que la constante de Planck, elle est affectée par la gravité, devient instable et s'effondre. Cela est très différent de l'orthodoxie traditionnelle de Niels Bohr et de son interprétation de Copenhague et même de théories plus modernes qui contournent l'effondrement de la fonction d'onde : l'intervention de mondes multiples (théorie d'Everett) ou certaines formes de la théorie de la décohérence.
En outre, Penrose estime que la Réduction Objective ne procède ni de manière algorithmique, ni de manière aléatoire, elle est 'non-informatique', sélectionnant les données contenues à un niveau spatiotemporel fondamental.
3. L'effondrement nécessite un état superposé pour qu'il puisse être étudié. Penrose emprunte à Stuart Hamerrof, l'intervention des microtubules, reliant les neurones.
Initialement, Penrose manquait d'explications sur la manière dont l'OR pouvait intervenir dans le cerveau. Ce fut le travail conjoint avec Hameroff qui les lui fournit. Les microtubules étaient en effet au cœur du propos d'Hameroff.

#### La rencontre de Stuart Hameroff

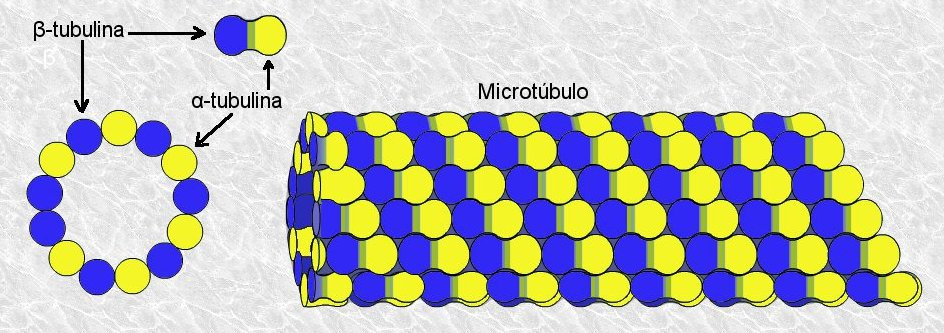
D'après Hameroff et Penrose, le microtubule, de par sa structure, se prête à des phénomènes de cohérence quantique.

Les microtubules sont des parties essentielles du cytosquelette. Les poches hydrophobes des molécules de tubuline (les protéines qui, lorsqu'assemblées de façon régulière en formant un tube, constituent les microtubules) sont des lieux où les électrons sont délocalisés (voir molécules aromatiques et benzène). La délocalisation est un phénomène de nature quantique en ce sens que la probabilité de présence d'un électron cesse de se limiter aux environs du noyau d'un atome : à partir de ce moment, plusieurs électrons délocalisés peuvent théoriquement agir de façon cohérente malgré des distances importantes. Hameroff, qui est anesthésiste, a cherché à comprendre comment tant d'anesthésiants structurellement différents pouvaient produire le même résultat, soit la perte de conscience. La diversité de ces agents, le fait qu'ils semblaient tous agir sur les régions hydrophobes des protéines, particulièrement la tubuline, et le fait qu'ils agissaient sur la conscience a amené Hameroff à voir la délocalisation des électrons comme le fondement d'une possible cohérence quantique qui s'étendrait à de vastes échelles, à l'échelle neurologique.

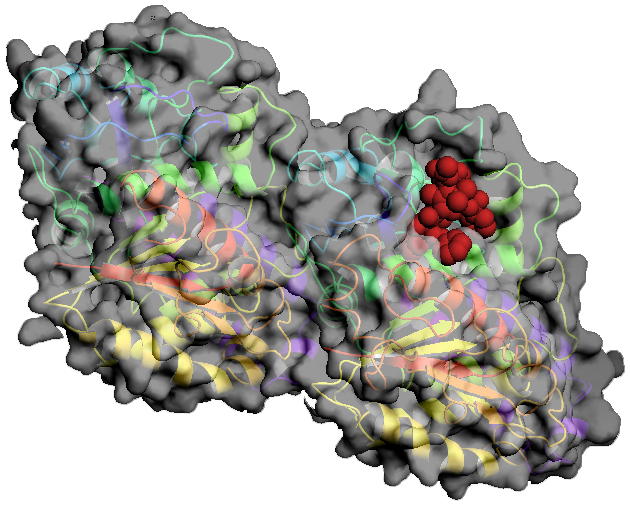
Un dimère de tubuline lié à une molécule de Taxol, en rouge. Le site de liaison est une poche hydrophobe.

Il a été avancé que l'activité des synapses influence et est influencée par l'activité des microtubules. Ce que Penrose et Hameroff appellent une « orchestration ». De là provient le nom de la théorie de Réduction Objective ou communément appelée Orch Or.
Paavo Pylkkänen, qui collabore avec Basil Hiley sur le plan de la philosophie de la physique, sur les traces de Bohm, étudie également les bases neurologiques de la conscience en collaboration avec Stuart Hameroff.

#### Controverse sur les condensats de Fröhlich
Il fut proposé que ces microtubules pouvaient contenir des éléments quantiques connus sous le nom de condensats de Fröhlich. Il est suggéré que lorsqu'une de ces parties s'effondre, cela provoque un instant de conscience, une information provenant d'un niveau spatiotemporel fondamental est alors mise à disposition du cerveau. Il existe plusieurs types de condensats de Fröhlich et celui invoqué par Penrose et Hamerhoff, jamais encore observé expérimentalement, est celui dit de condensat cohérent. Laura McKemmish et le Professeur Hush de l'Université de Sidney affirment avoir démontré en 2009 que la proposition de Penrose-Hameroff est intenable sur le plan biologique en raison de son incompatibilité avec nos connaissances sur la biologie des microtubules.

#### Critique générale relative à la décohérence
Les propositions de ces deux scientifiques soulèvent d'autres critiques, la plus courante étant que les conditions à l'intérieur du cerveau ne peuvent conduire qu'à un enchaînement, d'état superposés et d'effondrements, bien trop rapides pour être pertinent au niveau des neurones et donc de la conscience[réf. souhaitée].

### Max Tegmark
Le principal argument contre la proposition d'esprit quantique est que les états quantiques dans le cerveau seraient décohérés avant d'avoir atteint une échelle macroscopique, à laquelle ils pourraient être utiles pour le traitement neural. Cet argument a été élaboré par le physicien Max Tegmark. Sur la base de ses calculs, Tegmark a conclu que les systèmes quantiques dans le cerveau décohèrent rapidement et ne peuvent pas contrôler le fonctionnement du cerveau. Il affirme que « cette conclusion n'est pas en accord avec les suggestions de Penrose et d'autres selon lesquels le cerveau agit comme un ordinateur quantique et que la cohérence quantique serait liée à la conscience d'une manière fondamentale. »,

## Critiques
En l'état, les hypothèses de l'esprit quantique restent des spéculations hypothétiques, comme l'admettent Penrose et Hameroff dans leurs travaux. Tant qu'une prédiction ne pourra pas être testée par l'expérience, ces hypothèses ne seront pas fondées sur des preuves empiriques. Le processus de vérification de ces hypothèses par l'expérimentation pose de nombreux problèmes conceptuels, théoriques, pratiques et éthiques.
L'idée qu'un effet quantique est nécessaire au fonctionnement de la conscience est encore du domaine de la philosophie. Penrose propose qu'il est nécessaire, mais d'autres théories de la conscience n'indiquent pas qu'il le soit. Par exemple, Daniel Dennett a proposé une théorie appelée « modèle à plusieurs ébauches » qui n'indique pas que les effets quantiques sont nécessaires. Un argument philosophique de part et d'autre n'est pas une preuve scientifique, bien que l'analyse philosophique puisse indiquer des différences clés dans les types de modèles et montrer quel type de différences expérimentales pourraient être observées. Encore faut-il que cet argument philosophique fasse consensus.
Selon Futura Science, les travaux scientifiques sur les théories de l'esprit quantique ont été déformés et détournés par des mouvements pseudo scientifiques.

### Scientifique
Le principal argument contre la proposition d’esprit quantique est que la physique quantique s'applique au monde subatomique et non aux macrostructures, comme le cerveau. La décohérence des paquets d’onde à l’intérieur du cerveau serait trop rapide pour jouer un rôle significatif dans le traitement neuronal,.
Selon les sceptiques du Québec, la contribution de la mécanique quantique aux théories modernes (philosophiques ou spirituelles) de la conscience et du cerveau fait un emploi profitable de ces nouvelles explorations pour proposer de nouveaux paradigmes et des programmes de « transformation de soi » en inculquant la conviction que chacun est finalement responsable de la création de sa propre réalité. Ce qui incite à distinguer prudemment la science des courants spirituels, car c'est une situation où la science (avec la mécanique quantique) est détournée de son contexte.

### Philosophique
Une critique fréquemment formulée est qu’aucune théorie physique, qu’elle soit classique ou quantique, n’est véritablement capable d’expliquer la conscience, particulièrement dans sa forme la plus problématique : la conscience phénoménale ou qualia, connue pour être le problème difficile de la conscience. Si aucune théorie physique ne peut exprimer ce que sont les qualia, alors aucune théorie physique ne peut pleinement expliquer la conscience. Remplacer les processus de la physique classique par ceux de la physique quantique n’est donc d’aucune aide à la compréhension de la conscience.
Le philosophe David Chalmers, critique les deux théories et ajoute : « Les approches quantiques de la raison souffrent des mêmes lacunes que les explications neurales ou computationnelles. Les phénomènes quantiques ont des propriétés étonnantes, comme l’absence de déterminisme et la non-localité. Il est donc naturel de penser que ces propriétés pourraient jouer un rôle dans l’explication des fonctions cognitives, comme les choix aléatoires ou l’assimilation des informations. Cependant, lorsque nous devons expliquer proprement ce qu’est l’expérience, les explications quantiques se trouvent dans la même incapacité que les autres approches. La question de savoir pourquoi ces processus devraient donner lieu à la naissance de l’expérience est toujours en suspens »[réf. nécessaire].